# Закон України «Про запобігання та протидію антисемітизму в Україні»
Закон України «Про запобігання та протидію антисемітизму в Україні» — чинний Закон України, ухвалений Верховною Радою України 22 вересня 2021 року та підписаний президентом України Володимиром Зеленським 7 жовтня 2021 року, що створює законодавчий механізм для протидії антисемітизму в Україні та запобіганню його проявам задля захисту прав людини, запобігання випадкам ксенофобії, расизму та дискримінації. Документ дає визначення терміну «антисемітизм» та вказує перелік його проявів. За порушення вимог цього закону передбачається цивільно-правова, адміністративна та кримінальна відповідальність.
Закон ухвалений 283  голосами народних депутатів.